# Masolino da Panicale
Masolino da Panicale (vzdevek Tommaso di Cristoforo Fini; ok. 1383 - ok. 1447) je bil italijanski slikar. Njegova najbolj znana dela so nastala ob slikarskem sodelovanju z Masacciom: slika Marija z otrokom in sv. Ano (1424) ter freske v kapeli Brancacci (1424–1428).

## Življenjepis
Masolino ("Tomažek") se je verjetno rodil v Panicaleju blizu Firenc. Morda je bil pomočnik Ghibertija v Firencah med letoma 1403 in 1407. Leta 1423 se je pridružil florentinskemu cehu Arte dei Medici e Speziali (zdravniki in lekarnarji), ki je kot samostojno vejo vključeval slikarje. Morda je bil prvi umetnik, ki je ustvaril oljne slike v 1420-ih, ne pa Jan van Eyck v 1430-ih, kot trdijo nekateri. Dolga leta je potoval, med drugim na Madžarsko od septembra 1425 do julija 1427 pod pokroviteljstvom najemniškega kapitana Pipa Ozorja. Papež Martin V. (Oddone Colonna) ga je ob vrnitvi papeštva v Rim leta 1420 izbral za poslikavo oltarne slike njegove družinske kapele v baziliki Santa Maria Maggiore, kasneje pa kardinal Branda da Castiglione za poslikavo kapele svete Katarine v baziliki sv. Klemena v Rimu. Vmes je s svojim mlajšim slikarjem Masacciom slikal freske v kapeli družine Brancacci v baziliki Santa Maria del Carmine v Firencah, ki so jih umetniki v 15. stoletju zelo občudovali. V palači Orsini v Rimu je približno v letih 1433–4  naslikal cikel 300 slavnih zgodovinskih osebnosti, deloval pa je tudi v Todiju. Poznejša leta, po letu 1435, je preživel pri kardinalu Brandi Castiglioneju v Castiglione Olona.

## Zgodnja uporaba osrednje točke izginjanja
Masolino je bil verjetno prvi slikar, ki je uporabil osrednjo točko izginotja na svoji sliki iz leta 1423, Ozdravitev pohabljenega in vstajenje Tabite.

## Delo
Masolino se omenja kot Masacciov učitelj, ki pa je kmalu odločilno vplival na 20-letnika. Masolinova najzgodnejša dela vključujejo Ano, naslikano na tabli okoli leta 1420 (1425?) (Firence, galerijaUffizi); jasno prikazuje temeljno razliko med mednarodnim slogom pozne gotike in zgodnje renesanse ter velja za skupno delo med Masolinom in Masacciom. Tudi zgodnejši deli sta Madona ([[Stara pinakoteka, Műnchen) in Madona z otrokom v Bremnu (obe okrog 1423/24).
Vasari razpravlja o obsegu, v katerem je Masolino slikal z Masacciem v Brancaccijevi kapeli cerkve Santa Maria del Carmine v Firencah (pred 1425); pripisuje mu prizore (poleg fresk, ki niso več ohranjene), ki razkrivajo slogovne razlike v pojmovanju prostora, in sicer:
- padec človeka
- prizori s Petrovo pridigo
- dvojna upodobitev oživitve Tabee in ozdravitve hromega človeka.

Večina današnjih raziskovalcev se strinja z Vasarijem. Vpliv njegovega prijatelja Masaccia, čigar prispevek k Brancaccijevim freskam je dokumentiran, je bil opazen tako v mnogo masivnejših figurah kot tudi v perspektivi. Ta razvoj k realistični upodobitvi je viden tudi v ciklu fresk iz Legende o sveti Katarini v kapeli v baziliki svetega Klementa v Rimu (iz leta 1427).
Po Masacciovi smrti se je Masolino bolj obrnil k svoji domovini; a tudi umetniško se je vračal – čeprav počasi – h koreninam. Edina verodostojna dela sta dva cikla fresk iz življenja Device Marije (okrog 1430) v kolegialni cerkvi in v krstilnici Castiglione Olona (Lombardija); podpisane so Masolinus de Florentia pinsit. Ponovno kažejo precej staromoden značaj, mehka oblačila, nekaj posameznih glav. Leta 1432 je ostal v Todiju, da bi naslikal fresko Madonna col Bambino in trono e due angeli v cerkvi mestnega zavetnika San Fortunata. Masolino naj bi naslikal tudi freske iz Legende o svetih Štefanu in Lovrencu iz leta 1435 v koru in freske iz življenja Janeza Krstnika v krstilnici iste cerkve.

## Izbrana dela
Kompletna dela

v Neaplju:
- Čudež snega, triptih, naročilo Branda da Castiglione za posvetitev bazilike sv. Marije, ok. 1423,  Museo di Capodimonte.

v Nemčiji:
- Marija in otrok, tempera na les, Alte Pinakothek.
- Marija in otrok (1423), tempera na les v Kunsthalle Bremen.

v Firencah:
- kapela družine Brancacci: cikel fresk, ki nastane v sodelovanju z Masacciom, 1424.
- Marija in otrok, sv. Ana in angeli, sodelovanje z Masacciom, tempera na les, 1424, galerija Uffizi, Firence.
- Marija ponižnosti, tempera na les, 1430–35, Uffizi.

v Empoliju:
- Kristus v Pietà, samostojna freska, 1424, Empoli, muuej Collegiata di Sant'Andrea.
- Sv. Ivo in učenci, freska, 1424, Empoli, cerkev sv. Štefana.
- Devica in otrok, freska, 1424, Empoli, cerkev sv. Štefana.

v Rimu:
- Freska Življenje sv. Katarine Aleksandrijske naročilo Branda da Castiglione v baziliki  sv. Klemena, kapela zakramenta, 1428.
- Freska Oznanjenje v baziliki  sv. Klemena, kapela zakramenta, 1428.
- Freska sv, Krištofa v baziliki  sv. Klemena, kapela zakramenta, 1428.
- Marijina smrt in Križanje, freska, Vatikanska Pinakoteka.

v Castiglione Olona, kjer je bil njegov pokrovitelj kardinal Branda da Castiglione:
- Madžarska pokrajina v palači Branda Castiglioneja.
- Marijina zgodba (1435) v Collegiata.
- Freske pripisane Življenje sv. Janeza Krstnika (1435) v krstilnici Castiglione Olona.

v Franciji:
- Scene iz Legend sv. Julian Hospitalca, tempera na les, 21 x 39 cm, Musée Ingres.

v Združenih državah Amerike:
- Oznanjenje (1425–1430) olje in tempera na les 148 x 115 cm, National Gallery of Art, Washington, D.C.
- Nadangel Gabriel in Oznanjenje, obe ca. 1430, tempera (?) na les, National Gallery of Art.

Razpršena dela
- Stranske plošče oltarne slike z Vnebovzetjem v središču, iz Santa Maria Maggiore, Rim, ca. 1427–28, ki jih je začel Masaccio, dokončal pa Masolino po njegovi smrti: svetnika Janez Evangelist (?) in Martin iz Toursa, sveti Pavel in Peter, Philadelphia Museum of Art; Papež Gregorij Veliki (?) In sveti Matija, Narodna galerija, London; Vnebovzetje [trajna mrtva povezava] Narodni muzej in galerija Capodimonte v Neaplju.